# Franko-provensálština

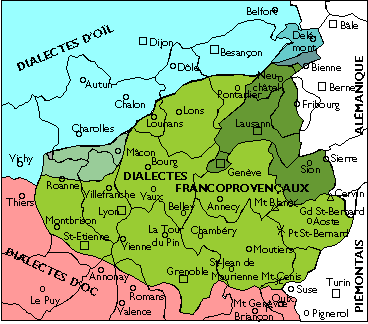
Rozsah franko-provensalštiny

Franko-provensálština je jedním z jazyků, kterým se mluvilo, případně ještě mluví ve Francii a přilehlém okolí.
Pro tuto oblast bylo a dodnes zbytkově je typické rozdělení na dvě základní skupiny: na jazyky oïl (les langues d’oïl) a jazyky d’oc (les langues d’oc). Z langue d’oïl zejména nářečí Île-de-France a okolí se vyvinula dnešní francouzština, dříve také franština. Z langue d’oc se vyvinula okcitánština. Východním dialektům okcitánštiny se také někdy říká provensálština. Do jaké skupiny (oïl nebo oc) daný dialekt patří, lze obvykle rozeznat podle toho, jak se v něm řekne slovo „ano“: zda oïl či podobně (v dnešní francouzštině oui) anebo oc či podobně.
Franko-provensálština, někdy také zvaná arpitánština (arpitan), splňuje některá kritéria pro jednu a některá pro druhou skupinu. Je to přechodový jazyk – podobně jako moravská slováčtina a západoslovenské dialekty tvoří přechod mezi češtinou a slovenštinou.

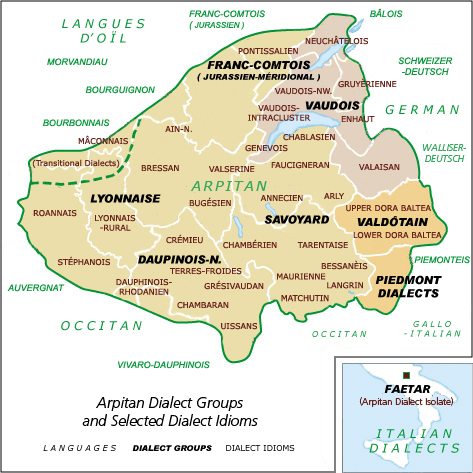
Jednotlivé dialekty franko-provensálštiny

Údaje nejsou nejčerstvější a nejspolehlivější, ale nyní v území franko-provensálštiny jejími dialekty mluví asi 75 000 lidí, hlavně ve Vallée d’Aoste – Údolí Aosty. Přitom ještě do poloviny 19. století se franko-provensálština v jejím území používala převážně. Mezi mladými aktivní znalost franko-provensálštiny prakticky vymizela.

## Příklady

### Číslovky
| Franko-provensálsky | Česky |
| oun                 | jeden |
| dou                 | dva   |
| trèi                | tři   |
| kàtro               | čtyři |
| sinkye              | pět   |
| choui               | šest  |
| sate                | sedm  |
| ouète               | osm   |
| nou                 | devět |
| dji                 | deset |

## Tabulka srovnávající francouzštinu, franko-provensálštinu a okcitánštino-katalánštinu
| Francouzsky | Franko-provensálsky | Okcitánsky-katalánsky | Česky     |
| ----------- | ------------------- | --------------------- | --------- |
| clef / clé  | cllâf               | clau                  | klíč      |
| chanter     | chantar             | cantar                | zpívat    |
| chèvre      | chièvra / cabra     | cabra                 | koza      |
| fromage     | fromâjo             | formatge              | sýr       |
| mardi       | demârs / demondre   | dimars                | úterý     |
| église      | églése              | glèisa                | církev    |
| frère       | frâre               | fraire                | bratr     |
| hôpital     | hépetâl             | espital               | nemocnice |
| langue      | lengoua             | lengua                | jazyk     |
| main gauche | man gôche           | man esquèrra          | levá ruka |
| rien        | ren                 | res                   | nic       |
| nuit        | nuet                | nuèit                 | noc       |
| payer       | payer               | pagar                 | platit    |
| sueur       | suar                | suar                  | pot       |
| vie         | via                 | vida                  | život     |

Pro znalé francouzštiny a jejího způsobu vyjadřování číslovek je zajímavé, že franko-provensalština používá dekadický systém. Pro 70 je to sèptanta, pro 80 huitanta, pro 90 nonanta. Přitom západní dialekty používají dvacítkový systém (se základem 20) pro 80 quatro-vingts (jako ve francouzštině: quatre-vingts) a pro 120 six-vingts.